# Lago Winnibigoshish
El lago Winnibigoshish (del inglés: Lake Winnibigoshish) es un lago artificial de agua dulce de Estados Unidos localizado en el centro norte del estado de Minnesota, en el bosque nacional Chippewa. Tiene una superficie de 228,53 km², el 38.º del país y una profundidad máxima de 21,3 m.
Su nombre proviene de la lengua ojibwe Wiinibiigoonzhish, una forma diminuta y peyorativa de Wiinibiig, que significa «agua sucia» (es decir, agua salobre).  El nombre está relacionado estructuralmente con el del lago Winnipeg y el nombre algonquino de Green Bay, por el que la nación Ho-chunk (winnebago) fue nombrada después.[cita requerida]
La antigua Winnibigoshish Township (ahora no organizado), situado en la orilla norte del lago Winnibigoshish, en el condado de Itasca, lleva el nombre de este lago.

## Presa del lago Winnibigoshish
La presa original del lago Winnibigoshish (del inglés: Winnibigoshish Lake Dam) fue construida en 1881-1884, con el fin de regular el flujo de agua en el Alto Misisipi. Los madereros , comerciantes de pieles y molineros aguas abajo en las cataratas de San Antonio (St.  Anthony Falls) desaban tener garantizado un flujo constante de agua. La presa cruza la línea límite entre los condados entre  de Cass y de Itasca , y se encuentra dentro de la reserva india del lago Leech. Se encuentra 657 km al norte de la ciudad de Saint Paul y creó el lago Winnibigoshish, quinto lago más grande de Minnesota, con 270 km².

### Daños causados por la presa
En el momento de la construcción de la primera presa, la región estaba habitada casi exclusivamente por indios ojibwa, que habían vivido en las riberas de esta parte del río desde hacía muchas generaciones, como documentó el explorador Henry Schoolcraft. El Cuerpo de Ingenieros del Ejército de los Estados Unidos utilizó más de 2 000 000 pies-tabla (4720 m³) de pino para la presa y los edificios correspondientes, acabando con grandes secciones de bosques de coníferas. A lo largo de las orillas se encontraban los campos de heno de los ojibwa, árboles de arce, jardines, pantanos de arándanos y arroz silvestre, aldeas y túmulos funerarios. Un elemento básico en su dieta era el pescado, que capturaban con redes colocadas en la corriente de un río entonces rápido y superficial. La construcción de la presa elevó el nivel de agua unos 4,3 km, destruyendo no sólo hogares y la historia de los nativos, sino también borrando sus pesquerías. Investigaciones arqueológicas recientes han demostrado que los túmulos y los fragmentos de cerámica datan de 700−1000 d. C.. La construcción de esta presa fue un hito importante en el registro histórico de blancos, colonos occidentales europeos, misioneros cristianos y para los intereses comerciales en erradicar a la población indígena de la mayoría de Minnesota.

### Presa de reemplazo
La presa de 1899, que está en el Registro Nacional de Lugares Históricos, reemplazó a la presa de 1884, sustituyendo con hormigón los componentes de madera. En la década de 1920, los residentes de Minnesota comenzaron a acudir en masa a la zona en busca de acampadas prístinas, pesca y cotos de caza. La Northlands Camp construyó un hotel, cabañas y una tienda para las multitudes de turistas. Hoy, decenas de esclusas y presas controlar efectivamente el nivel del agua en el Alto Mississippi,  ayudando a la navegación y evitando más inundaciones adversas. El turismo sigue siendo un factor importante en la economía de la región.